# Mato Grgić
Mato Grgić (Kotor Varoš, 27 settembre 1987) è un calciatore croato con cittadinanza bosniaca, difensore del Bratstvo Kunovec.